# Biblioteca nacional de Eslovaquia
La Biblioteca nacional de Eslovaquia (en eslovaco: Slovenská národná knižnica) es la Biblioteca Nacional del país europeo de Eslovaquia.
La biblioteca es una espacio relativamente nuevo, que se fundó en el año 1941. Se encuentra en Martin en la llamada "Matica Slovenská", el Instituto de Cultura eslovaco.
La Biblioteca Nacional tuvo en sus primeros días, muchos donantes, que constituyen parte de los libros que se presentan en la colección. No eran sólo eslovacos, sino también otras instituciones eslavas y otros individuos, entre ellos el zar Alejandro II.
A mediados de los años 1970, la Biblioteca Nacional se trasladó a un nuevo edificio, en el que se mantiene hoy en día.